# Tragic Songs of Life
Az 1956-os Tragic Songs of Life a The Louvin Brothers debütáló nagylemeze. Az album két további kiadást élt meg 1996-ban és 2007-ben. Szerepel az 1001 lemez, amit hallanod kell, mielőtt meghalsz című könyvben.

## Az album dalai
|     | Cím                        | Szerző(k)                                                   | Hossz |
| --- | -------------------------- | ----------------------------------------------------------- | ----- |
| 1.  | Kentucky                   | Karl Davis                                                  | 2:40  |
| 2.  | I'll Be All Smiles Tonight | A. P. Carter                                                | 3:14  |
| 3.  | Let Her Go, God Bless Her  | tradicionális                                               | 2:55  |
| 4.  | What Is Home Without Love  | tradicionális                                               | 3:00  |
| 5.  | A Tiny Broken Heart        | Charlie Louvin, Ira Louvin, Eddie Hill                      | 2:34  |
| 6.  | In the Pines               | tradicionális, Alan Riggs                                   | 3:15  |
| 7.  | Alabama                    | C. Louvin, I. Louvin, Hill                                  | 2:43  |
| 8.  | Katie Dear                 | William Bolick                                              | 2:34  |
| 9.  | My Brother's Will          | Ken Nelson                                                  | 3:16  |
| 10. | Knoxville Girl             | tradicionális                                               | 3:49  |
| 11. | Take the News to Mother    | Walter "Joe" Callahan, Homer "Bill" Callahan, W. R. Caloway | 2:48  |
| 12. | Mary of the Wild Moor      | tradicionális, Dennis Turner                                | 3:11  |

## Közreműködők
- Charlie Louvin – ének, gitár
- Ira Louvin – ének, mandolin
- Paul Yandell – gitár
- Ken Nelson – producer
- John Johnson – az új kiadás producere